# Honda T360
El T360 fue una Pickup fabricada por Honda, introducida en junio de 1963. Fue el primer automóvil de producción de Honda tras el Honda S500 con una diferencia de tan solo cuatro meses.
El T360 utiliza un motor AK250E de 4 cilindros en línea DOHC con una cilindrada de 356 cc que también se montaba en el prototipo Honda S360, con el que también compartió el chasis. La unidad montada que propulsaba el camión a una velocidad máxima de 100 Km/h. El motor genera 30 CV (22 kW) a 8.500 rpm, que refleja su origen de motocicleta. Se produjeron 108920 T360 desde 1963 hasta agosto de 1967, todas de color 'May Blue'.
El T360 se produjo como un camión pickup de tracción trasera, como un flatbed o zona de carga plana (T360F), como superficie plana con lados plegables (T360H) y como furgoneta cerrada (T360V). También hubo una versión del T360 llamado "Snow Crawler", equipado con unidades de propulsión oruga en la parte trasera. Debido a su alto coste, el Snow Crawler es una rareza de ver, a pesar de su utilidad en ciertas partes del norte de Japón.

## T500
El T500 era muy similar al T360 pero un poco más grande, utilizaba un motor con una cilindrada de 531cc que rendia una potencia de 38 CV (28 kW), excluyéndolo de la clase de Kei car. El T500, se mostró por primera vez en septiembre de 1964, fue pensado principalmente para los mercados de exportación. Su motor era capaz de trabajar a altas revoluciones entregando su potencia máxima a 7.500 rpm, con la línea roja a 9.000 rpm y era una versión ligeramente menos potente del motor que se montaba en el Honda S500. La velocidad máxima era de 105 Km/h. Se produjeron 10,226 T500 desde 1964 hasta noviembre de 1967 y todos fueron de color 'Moss Green'. Aparte del diferente color y motor, el T500 era 20 cm más largo por detrás del eje trasero que el T360. Otra distinción menor fue los accesorios para placas de matrícula más grandes que las de un coche Kei, así como una mayor capacidad de carga, de hasta 400 kg.
El T500 únicamente se ofrecía con un cuerpo pickup convencional (T500) o con superficie plano con laterales plegables (T500F)

## Galería
|                                       |
| Honda T500F (con laterales plegables) |

|                         |
| Honda T360 Snow Crawler |